# Тарница (Јаши)
Тарница (рум. Tarnița) насеље је у Румунији у округу Јаши у општини Дагаца. Oпштина се налази на надморској висини од 271 m.

## Становништво
Према подацима из 2002. године у насељу је живело 151 становника, од којих су сви румунске националности.